# Bjalyničy
Bjalyničy (bělorusky Бялынічы, rusky Белыничи – Belyniči) jsou město v Mohylevské oblasti v Bělorusku. K roku 2012 v nich žilo přes deset tisíc obyvatel.

## Poloha a doprava
Bjalyničy leží na východním břehu Drucu v povodí Dněpru. Od Mohyleva, správního střediska oblasti, jsou vzdáleny přibližně 42 kilometrů západně, od Minsku, hlavního města státu, přibližně 142 kilometrů východně.
Několik kilometrů jižně od města prochází dálnice M4 vedoucí z Minsku do Mohyleva.

## Dějiny
První zmínka je z roku 1577. V roce 1624 dochází k založení karmelitánského kláštera. Od roku 1634 jsou Bjalyničy městem.
Za druhé světové války obsadily město 6. července 1941 jednotky německé armády a jednotky Rudé armády jej dobyly zpět 29. června 1944.